# Abtei Saint-Papoul

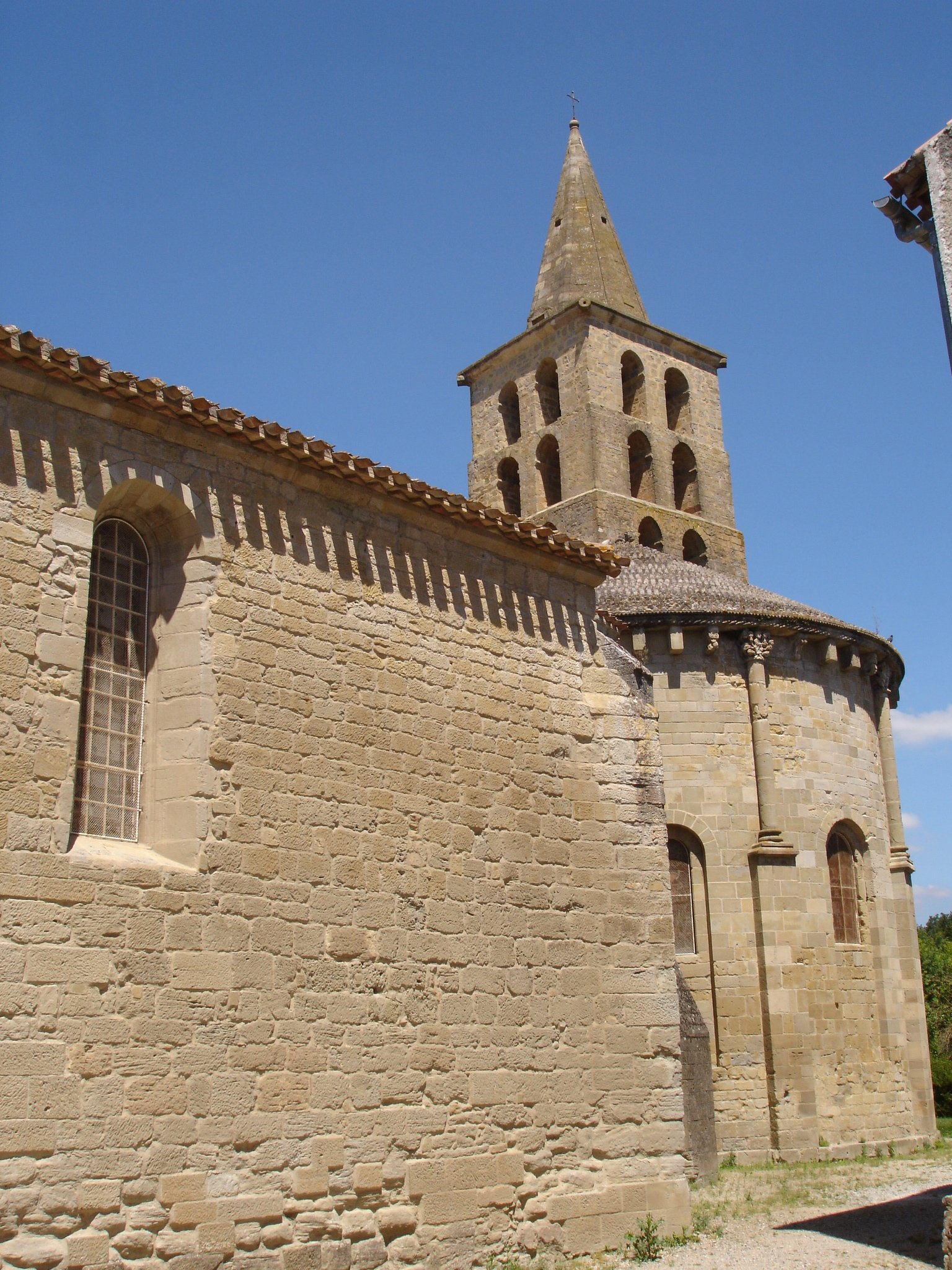
Abteikirche von Saint-Papoul

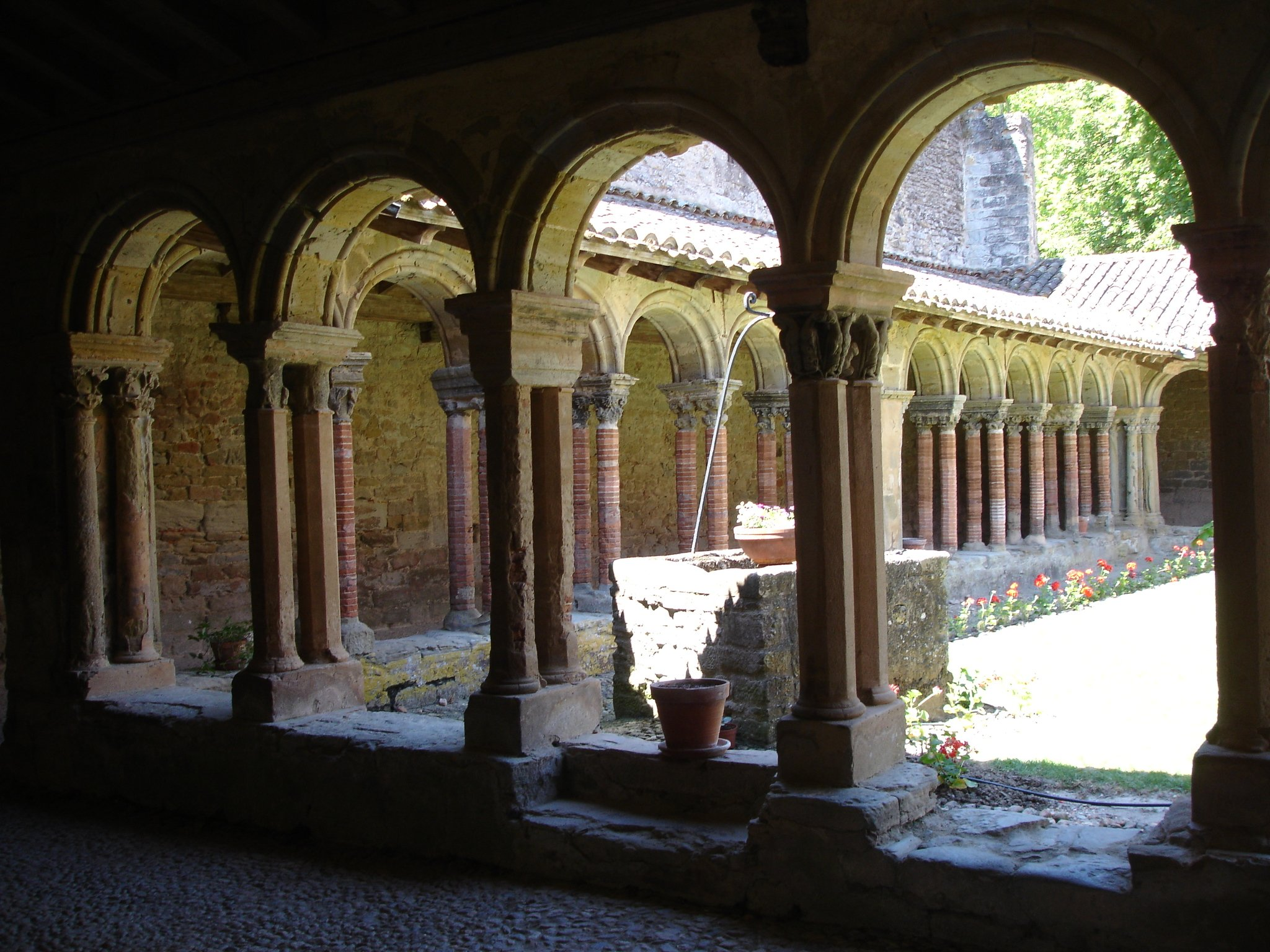
Kreuzgang

Die Abteikirche Saint-Papoul liegt im gleichnamigen französischen Ort Saint-Papoul im Département Aude (Region Okzitanien), 40 km nordwestlich von Carcassonne.
Die Benediktinerabtei wurde erstmals auf dem Konzil von Aachen (816–819) erwähnt. Ihr Name bezieht sich auf einen Heiligen gleichen Namens, einen Schüler des Saturnin, im 3. Jahrhundert erster Bischof von Toulouse. Der Legende nach starb der heilige Papoul in der Nähe der Abtei den Märtyrertod; an diesem Ort entsprang eine Quelle.
Im Jahre 1317 gründete der in Avignon residierende Papst Johannes XXII. das Bistum Saint Papoul; die Abteikirche wurde somit Kathedrale. Bis zur Französischen Revolution hatten 34 Bischöfe hier ihren Sitz. Die Kirche wurde mehrfach geplündert: so 1361 im Hundertjährigen Krieg oder 1595 in den Hugenottenkriegen.
Im 17. und 18. Jahrhundert erfolgten umfangreiche Restaurierungen, in der Französischen Revolution jedoch wurde das Bistum aufgelöst und die Kathedrale zur bloßen Pfarrkirche des Ortes herabgestuft.
Die Abteikirche ist im romanischen, der zugehörige Kreuzgang aus dem Anfang des 14. Jahrhunderts im gotischen Stil errichtet.
Einige Kapitelle an der Außenwand der Apsis stammen vom Meister von Cabestany, einem anonymen Künstler des 12. Jahrhunderts.